# 布隆代尔·德·内勒

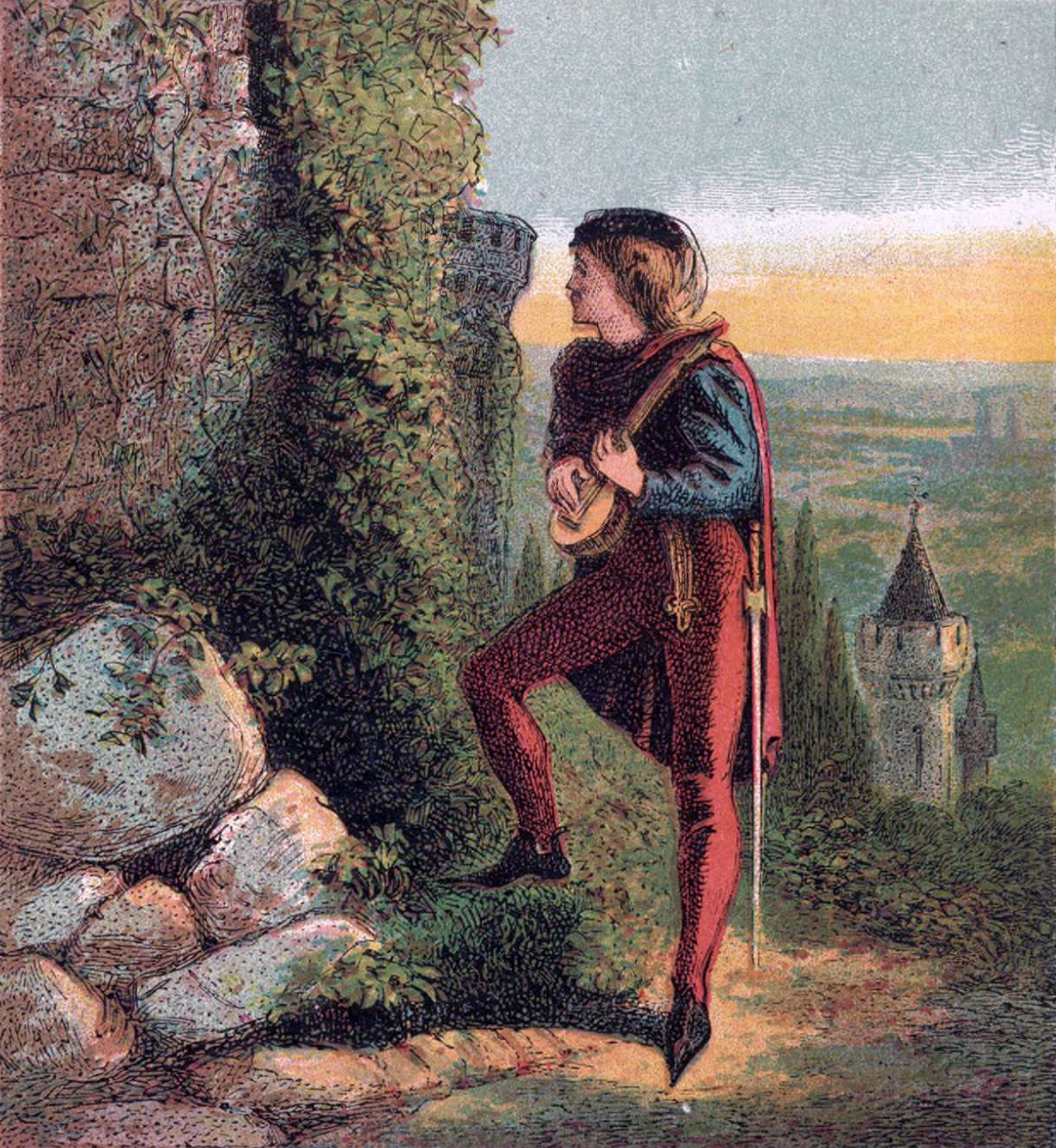
布隆代尔·德·内勒

布隆代尔·德·内勒（法語：Blondel de Nesle，發音：[blɔ̃dɛl də nɛl]），是法國吟遊歌手让一世·德·内勒（Jean I de Nesle，約1155年 – 1202年）與其子让二世·德·内勒（Jean II de Nesle，1241年過世）的化名。「Blondel」據稱與其金髮有關。
這個名字最早被與英格蘭國王理查一世寫入一則高度虛構的傳說故事，該故事在18世紀晚期逐漸流行起來。
若年代等資訊考據正確，他的作品對同時期的歐洲同行有重要影響，尤其是在旋律上，如《布蘭詩歌》〈Procurans Odium〉一曲即採用了其作品《L'amours dont sui espris》（或譯作《愛吾所愛》）的曲調。